# مسیه ۴۱

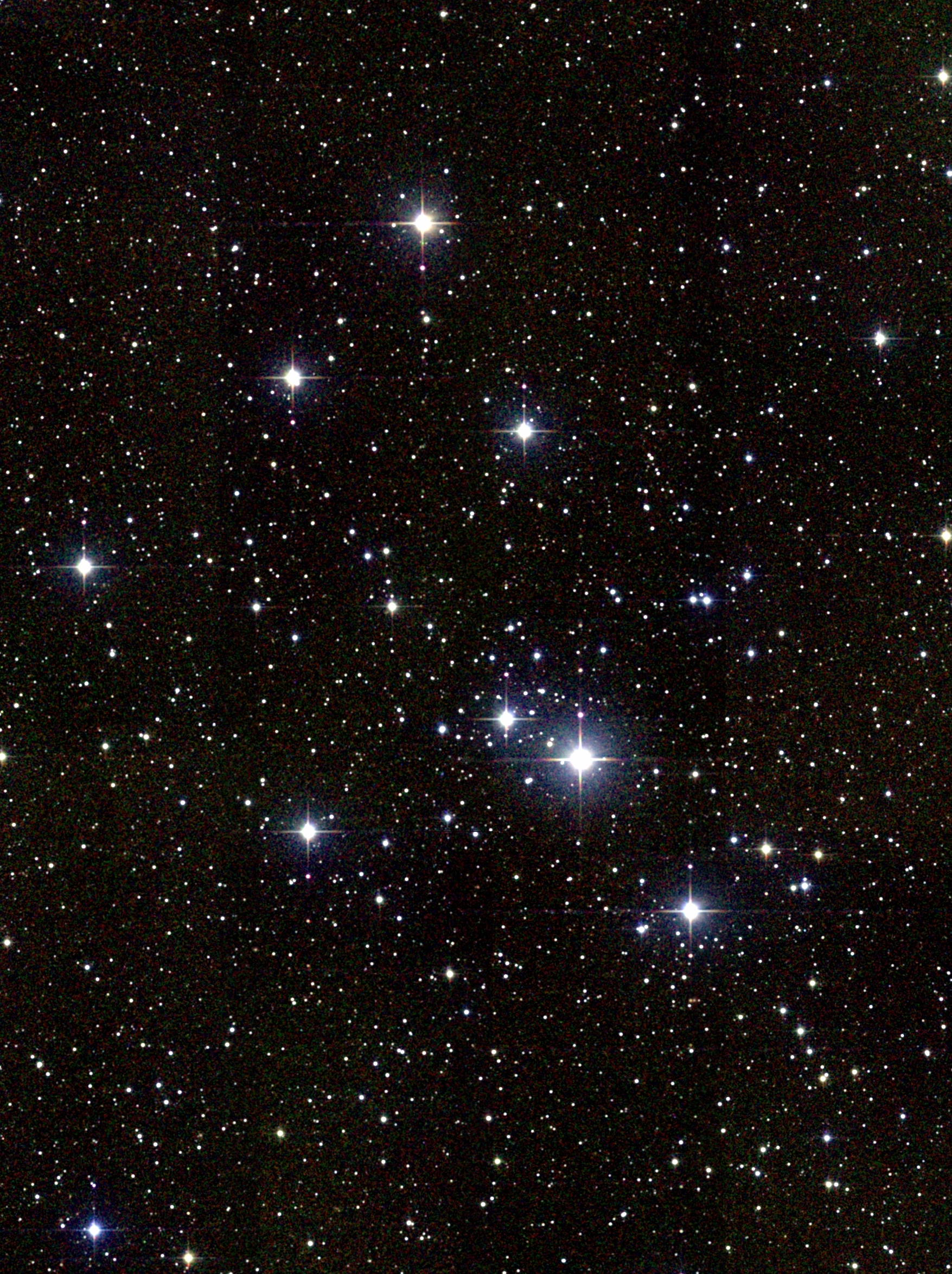
خوشه ستاره‌ای باز «مسیه ۴۱» در سگ بزرگ

مسیه ۴۱(به انگلیسی: Messier 41) یا ان‌جی‌سی ۲۲۸۷ یک خوشه ستاره‌ای باز در صورت فلکی سگ بزرگ است که فاصله آن از زمین دو هزار و چهارصد سال نوری و قدر ظاهری آن ۵ است.
این خوشه به همراه ستارگان شباهنگ و نو² سگ بزرگ یک مثلث می سازد.